# Communauté de communes du canton de Tournay
La communauté de communes du canton de Tournay est une ancienne communauté de communes française, située dans le département des Hautes-Pyrénées et la région Occitanie.

## Historique
Elle est dissoute au 31 décembre 2016 pour former la communauté de communes des Coteaux de Pouyastruc et du canton de Tournay en fusionnant avec la communauté de communes des Coteaux de Pouyastruc.

## Composition
Elle est composée des communes suivantes :
| Nom              | Code Insee | Gentilé       | Superficie (km2) | Population (dernière pop. légale) | Densité (hab./km2) |
| ---------------- | ---------- | ------------- | ---------------- | --------------------------------- | ------------------ |
| Tournay (siège)  | 65447      | Tournayais    | 14,32            | 1 377 (2014)                      | 96                 |
| Barbazan-Dessus  | 65063      | Barbazanais   | 4,24             | 151 (2014)                        | 36                 |
| Bégole           | 65079      | Bégoliens     | 10,24            | 224 (2014)                        | 22                 |
| Bernadets-Dessus | 65086      | Bernadetois   | 7,86             | 155 (2014)                        | 20                 |
| Bordes           | 65101      | Bordais       | 11,22            | 759 (2014)                        | 68                 |
| Burg             | 65113      | Burgais       | 12,56            | 271 (2014)                        | 22                 |
| Caharet          | 65118      | Caharetais    | 1,23             | 30 (2014)                         | 24                 |
| Calavanté        | 65120      | Calavantais   | 2,06             | 311 (2014)                        | 151                |
| Castéra-Lanusse  | 65132      | Castussais    | 0,86             | 49 (2014)                         | 57                 |
| Clarac           | 65149      | Claracois     | 6,36             | 180 (2014)                        | 28                 |
| Fréchou-Fréchet  | 65181      | Fréchouais    | 2,97             | 160 (2014)                        | 54                 |
| Goudon           | 65206      | Goudonais     | 7,53             | 235 (2014)                        | 31                 |
| Hitte            | 65222      | Hittois       | 2,91             | 163 (2014)                        | 56                 |
| Lanespède        | 65256      | Lanespédiens  | 4,47             | 145 (2014)                        | 32                 |
| Lespouey         | 65270      | Lespoueysiens | 2,96             | 214 (2014)                        | 72                 |
| Lhez             | 65272      | Lhézéens      | 0,88             | 75 (2014)                         | 85                 |
| Luc              | 65290      | Lucais        | 4,93             | 204 (2014)                        | 41                 |
| Mascaras         | 65303      | Mascarassiens | 4,76             | 342 (2014)                        | 72                 |
| Moulédous        | 65324      | Moulédousais  | 6,98             | 203 (2014)                        | 29                 |
| Oléac-Dessus     | 65333      | Oléacais      | 3,72             | 124 (2014)                        | 33                 |
| Orieux           | 65337      | Oroix         | 8,19             | 118 (2014)                        | 14                 |
| Oueilloux        | 65346      |               | 4,40             | 172 (2014)                        | 39                 |
| Ozon             | 65353      | Ozonnais      | 9,08             | 286 (2014)                        | 31                 |
| Peyraube         | 65357      | Peyraubais    | 3,46             | 165 (2014)                        | 48                 |
| Poumarous        | 65367      |               | 5,68             | 143 (2014)                        | 25                 |
| Ricaud           | 65378      | Ricaudais     | 3,30             | 66 (2014)                         | 20                 |
| Sinzos           | 65426      |               | 4,11             | 153 (2014)                        | 37                 |

## Démographie
| 2009 | 2011  |
| ---- | ----- |
| -    | 6 392 |

## Liste des Présidents successifs
| Période                                  | Période  | Identité        | Étiquette | Qualité |
| ---------------------------------------- | -------- | --------------- | --------- | ------- |
|                                          | 2014     | André Fourcade  |           |         |
| 2014                                     | en cours | André Laffargue |           |         |
| Les données manquantes sont à compléter. |          |                 |           |         |